# Edward và Henry Schnell

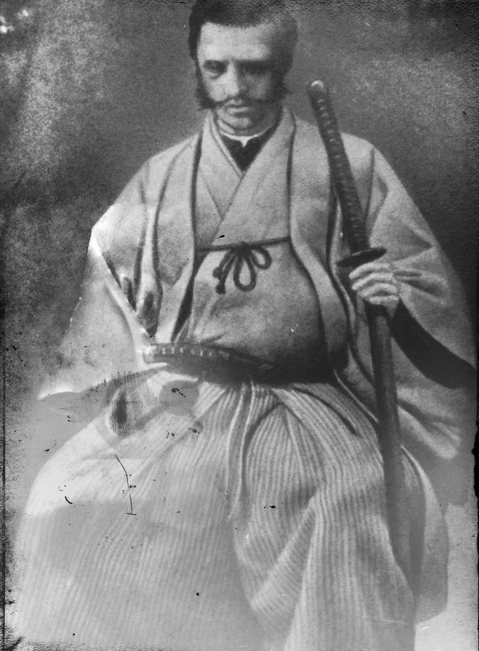
John Henry Schnell trong trang phục samurai

Edward Schnell và Henry Schnell là anh em thương buôn vũ khí người người Đức gốc Hà Lan hoạt động tại Nhật Bản. Sau khi bị buộc phải mở cửa cảng Yokohama để thông thương với ngoại quốc, Edward, trong thập niên 1850 từng phục vụ trong quân đội Phổ và nói được tiếng Mã Lai, đã đến nước Nhật không muộn hơn năm 1862, khi ông có một đứa con trai 7 tuổi từ người vợ Nhật Kawai Tsugonusuke vào năm 1869. Ông cũng được liệt kê là chủ sở hữu của miếng đất "Số 44" ở Yokohama. Ông đã hợp tác với nhà buôn đồng hồ Thụy Sĩ Perregeux có lẽ cho đến năm 1867.
Henry từng là thư ký và phiên dịch cho vị đại sứ Phổ Max von Brandt. Trong lúc cưỡi ngựa du ngoạn qua Edo (nay là Tokyo) vào tháng 9 năm 1867 thì đột nhiên anh em họ bị một tên samurai từ Numata rút kiếm tấn công, vì tư thù nhân riêng đang cố gắng thực thi chính sách Sonnō jōi (tôn quân nhương di). Kẻ tấn công bị bắn vào ngực nhưng đã trốn thoát. Lúc đang đấu súng quyết liệt quanh đó, anh em nhà Schnell đã làm một người đi đường vô tội bị thương. Toán cảnh vệ của Mạc phủ lại chẳng có phản ứng gì cả. Von Brandt đã đề nghị đem kẻ tấn công ra xử tử, một điều mà chức quan gaikoku-bugyō không tán thành. Sau nhiều lần tranh luận ngoại giao với đại sứ Phổ, nhận ra rằng ông không có biện pháp quân sự cần thiết, để hậu thuẫn và quyết định giao lại tên samurai này cho giới chức trong phiên để họ đề ra một hình phạt thích hợp hơn.

## Độ tin cậy của tài liệu

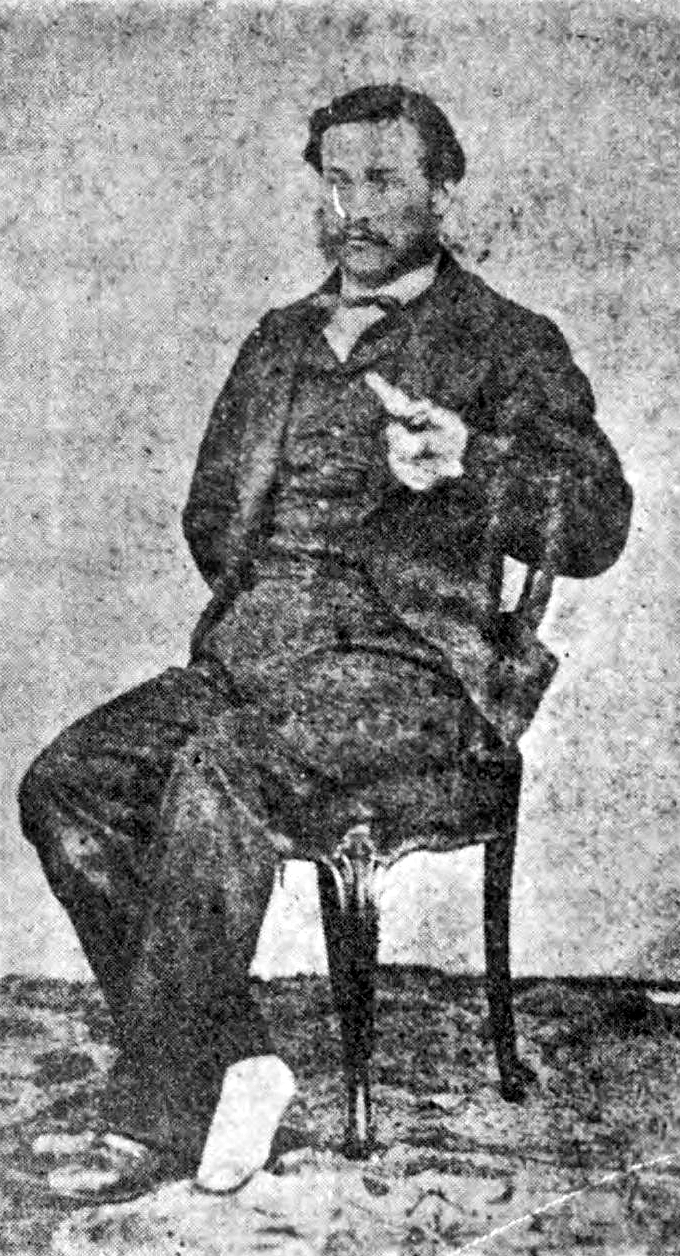
Edward Schnell

Có rất ít tài liệu liên quan đến hai anh em. Ngay cả ngày tháng và nơi sinh của họ cũng không ai biết rõ. Họ đến từ Vương quốc Phổ, và lớn lên ở Indonesia. Không có sự mâu thuẫn trong tên gọi của Henry, thay đổi từ Henry Schnell, John Henry Schnell, I. Henry Schnell và C. H. Schnell. Đôi khi hai anh em bị nhầm lẫn là cùng một người.

## Chiến tranh Boshin
Trong cuộc chiến tranh Boshin năm 1868–1869 Henry được biết là đã cố vấn cho daimyō của phiên Nagaoka, ở Niigata, là vị lãnh chúa mà ông đã bán hai khẩu súng Gatling (chỉ có một khẩu khác tồn tại ở Nhật Bản vào lúc đó), 2.000 súng trường Pháp và nhiều vũ khí khác. Quân triều đình chiếm giữ nhà kho của Edward ở Niigata vào năm 1869, và trong một thỏa hiệp do đại sứ Hà Lan làm môi giới thì ông được nhận số tiền bồi thường 40.000 USD vào năm 1873. Rõ ràng ông đã mất hầu hết số tiền đầu tư của mình tại Đức trong cuộc khủng hoảng kinh tế cuối những năm 1870.

## Phiên Aizu
Edward và Henry Schnell còn phục vụ phiên Aizu với tư cách là một người hướng dẫn quân sự và là thu mua vũ khí. Đích thân lãnh chúa Aizu đã ban cho Henry cái tên tiếng Nhật là Hiramatsu Buhei (平松武兵衛 Bình Tùng Vũ Binh Vệ), đảo ngược các chữ trong tên gọi Matsudaira (松平) của daimyō. Hiramatsu (I. H. Schnell) được quyền đeo kiếm, cũng như một tư dinh trong thị trấn dưới chân thành Wakamatsu, một người vợ Nhật (con gái của một gia thần phiên Shōnai), và đám tùy tùng. Theo nhiều tài liệu tham khảo đương thời, ông được miêu tả là mặc một bộ kimono, áo khoác và kiếm, với quần tây và giày ống.

## California
Sau thất bại của Aizu, Henry, người vợ Nhật của ông và khoảng hai chục samurai bất mãn đã thành lập một khu định cư rộng 600 mẫu tại California. Trang trại Tơ lụa và Trà Wakamatsu mà nay thuộc quận El Dorado không khả thi về mặt kinh tế, chủ yếu là do các samurai thiếu các kỹ năng cần thiết (cũng về mặt xã hội) để làm việc trên đất trồng trọt. Sau hai năm Henry Schnell với vợ và con gái biến mất mà không để lại dấu tích gì khác. Kể từ năm 1969, khu định cư Nhật Bản đầu tiên tại Mỹ này đã được đánh dấu bằng một tấm kỷ niệm chương bằng đồng. Vào tháng 11 năm 2010, di tích này đã được một hiệp hội bảo tồn đất đai mua lại nhằm lên kế hoạch xây dựng một bảo tàng. Kawashima Chūnosuke kể lại chính ông đã gặp Edward ở Geneva vào năm 1885.

## Truyền thông
Chiến tranh Boshin và một số hoạt động của Henry tại Nhật Bản được thực hiện trong một bộ phim truyền hình năm 2015, Samurai Warrior Queens.